# Pearl Jam
Pearl Jam este o formație americană de grunge, înființată în Seattle în 1990. Eddie Vedder (voce, chitară), Jeff Ament (chitară bas), Stone Gossard (chitară ritmică) și Mike McCready (chitară solo) fac parte din formație încă de la început. În prezent, la tobe este Matt Cameron, fost membru Soundgarden, care li s-a alăturat în 1998.
De la înființare, formația a vândut treizeci de milioane de albume în SUA, și aproximativ șaizeci de milioane în toată lumea. Pearl Jam a supraviețuit multora din formațiile sale contemporane din perioada de apariție a rock-ului alternativ de la începutul anilor '90, și este considerată una dintre cele mai influente formații ale deceniului. Allmusic consideră că Pearl Jam e "cea mai populară formație americană de rock & roll a anilor '90".
Formată după destrămarea fostei trupe a lui Grossard și Ament, Mother Love Bone, Pearl Jam a devenit cunoscută în urma albumului său de debut, Ten, din 1991. Ten s-a menținut în topul Billboard 200 timp de aproape cinci ani și a devenit unul dintre cele mai bine vândute albume de rock din toate timpurile. 

## Discografie
- Ten (1991)
- Vs. (1993)
- Vitalogy (1994)
- No Code (1996)
- Yield (1998)
- Binaural (2000)
- Riot Act (2002)
- Pearl Jam (2006)
- Backspacer (2009)
- Lightning Bolt (2013)
- Gigaton (2020)
- Dark Matter (2024)